# 1989 a jogalkotásban
1989-ben az alábbi jogszabályokat alkották meg:

## Magyarország

### Törvények (58)
- 1989. évi I. törvény 	 az Alkotmány módosításáról
- 1989. évi II. törvény 	 az egyesülési jogról
- 1989. évi III. törvény 	 a gyülekezési jogról
- 1989. évi IV. törvény 	 a gyülekezési jogról szóló 1989. évi III. törvény módosításáról
- 1989. évi V. törvény 	 a munka törvénykönyvéről szóló 1967. évi II. törvény módosításáról
- 1989. évi VI. törvény 	 a belkereskedelemről szóló 1978. évi I. törvény módosításáról
- 1989. évi VII. törvény 	 a sztrájkról
- 1989. évi VIII. törvény 	 az Alkotmány módosításáról
- 1989. évi IX. törvény 	 a Magyar Népköztársaság Minisztertanácsa tagjainak és az államtitkároknak jogállásáról és felelősségéről szóló 1973. évi III. törvény módosításáról
- 1989. évi X. törvény 	 a polgári törvénykönyvről szóló 1959. évi IV. törvény módosításáról
- 1989. évi XI. törvény 	 az országgyűlési képviselők és a tanácstagok választásáról szóló 1983. évi III. törvény módosításáról
- 1989. évi XII. törvény  Joszif Visszarionovics Sztálin generalisszimusz emlékének megörökítéséről szóló 1953. évi I. törvény hatályon kívül helyezéséről
- 1989. évi XIII. törvény 	 a gazdálkodó szervezetek és a gazdasági társaságok átalakulásáról
- 1989. évi XIV. törvény 	 az állami vállalatokról szóló 1977. évi VI. törvény módosításáról
- 1989. évi XV. törvény 	 a szövetkezetekről szóló 1971. évi III. törvény módosításáról
- 1989. évi XVI. törvény 	 a Büntető Törvénykönyvről szóló 1978. évi IV. törvény módosításáról
- 1989. évi XVII. törvény 	 a népszavazásról és a népi kezdeményezésről
- 1989. évi XVIII. törvény 	 a Magyar Népköztársaság 1989. évi állami költségvetéséről szóló 1988. évi XVII. törvény módosításáról és egységes szerkezetben való közzétételéről
- 1989. évi XIX. törvény 	 a földről szóló 1987. évi I. törvény módosításáról
- 1989. évi XX. törvény 	 a mezőgazdasági termelőszövetkezetekről szóló 1967. évi III. törvény módosításáról
- 1989. évi XXI. törvény 	 a földről szóló 1989. évi XIX. törvénnyel módosított 1987. évi I. törvény módosításáról
- 1989. évi XXII. törvény 	 a honvédelemről szóló 1976. évi I. törvény módosításáról
- 1989. évi XXIII. törvény 	 a Büntető Törvénykönyvről szóló 1978. évi IV. törvény módosításáról
- 1989. évi XXIV. törvény 	 a Magyar Köztársaság 1988. évi központi költségvetésének a végrehajtásáról
- 1989. évi XXV. törvény 	 a Büntető Törvénykönyvről szóló 1978. évi IV. törvény módosításáról
- 1989. évi XXVI. törvény 	 a büntetőeljárásról szóló 1973. évi I. törvény módosításáról
- 1989. évi XXVII. törvény 	 a vállalkozási nyereségadóról és a magánszemélyek jövedelemadójának módosításáról szóló törvények hatálybalépésével kapcsolatos átmeneti rendelkezésekről, és egyes jogszabályok módosításáról, hatályon kívül helyezéséről szóló 1988. évi X. törvény módosításáról
- 1989. évi XXVIII. törvény 	 a külföldre utazásról és az útlevélről
- 1989. évi XXIX. törvény 	 a kivándorlásról
- 1989. évi XXX. törvény 	 a munkásőrség  megszüntetéséről
- 1989. évi XXXI. törvény 	 az Alkotmány módosításáról
- 1989. évi XXXII. törvény 	 az Alkotmánybíróságról
- 1989. évi XXXIII. törvény 	 a pártok működéséről és gazdálkodásáról
- 1989. évi XXXIV. törvény 	 az országgyűlési képviselők választásáról
- 1989. évi XXXV. törvény 	 a köztársasági elnök választásáról
- 1989. évi XXXVI. törvény 	 az 1956-os népfelkeléssel összefüggő elítélések orvoslásáról
- 1989. évi XXXVII. törvény 	 a közkegyelem gyakorlásáról
- 1989. évi XXXVIII. törvény 	 az Állami Számvevőszékről
- 1989. évi XXXIX. törvény 	 a népszavazásról és a népi kezdeményezésről szóló 1989. évi XVII. törvény módosításáról és kiegészítéséről
- 1989. évi XL. törvény 	 az általános forgalmi adóról
- 1989. évi XLI. törvény 	 a munka törvénykönyvéről szóló 1967. évi II. törvény módosításáról
- 1989. évi XLII. törvény 	 az Alkotmány módosításával összefüggésben egyes törvények módosításáról
- 1989. évi XLIII. törvény 	 az állami vagyon utáni részesedésről
- 1989. évi XLIV. törvény 	 a vállalkozási nyereségadóról szóló 1988. évi IX. törvény módosításáról
- 1989. évi XLV. törvény 	 a magánszemélyek jövedelemadójáról
- 1989. évi XLVI. törvény 	 a Magyar Köztársaság ügyészségéről szóló 1972. évi V. törvény (Ütv.) módosításáról
- 1989. évi XLVII. törvény 	 a társadalombiztosításról szóló 1975. évi II. törvény módosításáról
- 1989. évi XLVIII. törvény 	 a Társadalombiztosítási Alap 1990. évi költségvetéséről
- 1989. évi XLIX. törvény 	 a lakáscélú állami kölcsönök utáni 1990. évi adófizetésről
- 1989. évi L. törvény 	 a Magyar Köztársaság 1990. évi állami költségvetéséről
- 1989. évi LI. törvény 	 a fogyasztási adóról és a fogyasztói árkiegészítésről
- 1989. évi LII. törvény 	 az illetékekről szóló 1986. évi I. törvény módosításáról
- 1989. évi LIII. törvény 	 a központi műszaki fejlesztési alapról szóló 1988. évi XI. törvény módosításáról
- 1989. évi LIV. törvény 	 a Büntető Törvénykönyv módosításáról
- 1989. évi LV. törvény 	 a büntetőeljárási törvény módosításáról
- 1989. évi LVI. törvény 	 a büntetések és az intézkedések végrehajtásáról szóló 1979. évi 11. törvényerejű rendelet módosításáról
- 1989. évi LVII. törvény 	 az egészségügyről szóló 1972. évi II. törvény módosításáról
- 1989. évi LVIII. törvény 	 a postáról és a távközlésről szóló 1964. évi II. törvény módosításáról

### Törvényerejű rendeletek (23)
- Forrás: Törvényerejű rendeletek teljes listája (1949 - 1989)

- 1989. évi 1. törvényerejű rendelet 	 az áruk nemzetközi adásvételi szerződéseire vonatkozó elévülési időről szóló, New Yorkban, 1974. június 14-én kelt Egyezményről, valamint az áruk nemzetközi adásvételi szerződésére vonatkozó elévülési időről szóló Egyezmény módosításáról, Bécsben 1980. április 11-én kelt Jegyzőkönyvről
- 1989. évi 2. tvr. 	 a takarékbetétről
- 1989. évi 3. tvr. 	 a takarékszövetkezetekről szóló 1978. évi 22. törvényerejű rendelet módosításáról
- 1989. évi 4. tvr. 	 a KGST-tagországok szervezetei közötti áruszállítások 1968/1988. évi általános feltételeinek kihirdetéséről
- 1989. évi 5. tvr. 	 a Magyar Népköztársaság és a Török Köztársaság között Budapesten, az 1986. évi szeptember hó 5. napján aláírt, a büntetőügyekben hozott bírósági határozatok kölcsönös végrehajtásáról szóló szerződés kihirdetéséről
- 1989. évi 6. tvr. 	 a Magyar Népköztársaság Kormánya és a Kínai Népköztársaság Kormánya között a vízumkényszer kölcsönös megszüntetéséről Pekingben, 1988. december 8-án aláírt Egyezmény kihirdetéséről
- 1989. évi 7. tvr. 	 a Nemzetközi Beruházásbiztosítási Ügynökség létrehozásáról szóló, Szöulban, 1985. október 11-én kelt Egyezmény kihirdetéséről
- 1989. évi 8. tvr. 	 a magánkereskedelemről szóló 1977. évi 15. törvényerejű rendelet módosításáról
- 1989. évi 9. tvr. 	 a sportági szakszövetségekről
- 1989. évi 10. tvr. 	 a Magyar Népköztársaság és a Spanyol Királyság között Budapesten, az 1987. évi szeptember hó 28. napján aláírt a büntető ügyekben hozott bírósági határozatok kölcsönös végrehajtása tárgyában létrejött szerződés kihirdetéséről
- 1989. évi 11. tvr. 	 a Magyar Népköztársaság és az Egyiptomi Arab Köztársaság között Kairóban, az 1987. évi december hó 14. napján aláírt, a bűnügyi jogsegély, a fogvatartott elítélteknek a büntető ügyekben hozott bírósági határozatok végrehajtása céljából történő átadása és a kiadatás tárgyában létrejött szerződés kihirdetéséről
- 1989. évi 12. törvényerejű rendelet 	 az ipari szövetkezetekről szóló 1971. évi 32. törvényerejű rendelet módosításáról
- 1989. évi 13. tvr. 	 az Állami Ifjúsági és Sporthivatalról szóló 1986. évi 9. törvényerejű rendelet hatályon kívül helyezéséről
- 1989. évi 14. tvr. 	 az egyes egyházi állások betöltéséhez szükséges állami hozzájárulásról és az Állami Egyházügyi Hivatal megszüntetéséről
- 1989. évi 15. tvr. 	 a menekültek helyzetére vonatkozó 1951. évi július hó 28. napján elfogadott egyezmény valamint a menekültek helyzetére vonatkozóan az 1967. évi január hó 31. napján létrejött jegyzőkönyv kihirdetéséről
- 1989. évi 16. tvr. 	 a Magyar Népköztársaság felsőoktatási intézményeiről szóló 1986. évi 13. tvr. módosításáról
- 1989. évi 17. tvr. 	 a szerzetesrendek működéséről
- 1989. évi 18. tvr. 	 a polgári repülésről szóló 1981. évi 8. törvényerejű rendelet módosításáról
- 1989. évi 19. törvényerejű rendelet 	 a menekültként elismert személyek jogállásáról
- 1989. évi 20. tvr. 	 a háború áldozatainak védelmére vonatkozóan Genfben 1949. augusztus 12-én kötött Egyezmények I. és II. kiegészítő Jegyzőkönyvének kihirdetéséről
- 1989. évi 21. tvr. 	 a Nemzetközi Újjáépítési és Fejlesztési Bank 1982. évi 15. törvényerejű rendelettel kihirdetett Alapokmánya módosításának kihirdetéséről
- 1989. évi 22. tvr. 	 a Magyar Gazdasági Kamaráról szóló 1985. évi 11. törvényerejű rendelet módosításáról
- 1989. évi 23. tvr. 	 a bírósági cégnyilvántartásról és a cégek törvényességi felügyeletéről

### Minisztertanácsi rendeletek
- 1/1989. (I. 1.) MT rendelet 	 az alapítványokból és közérdekű célú kötelezettség-vállalásokból adómentesen kifizethető összegekről
- 2/1989. (I. 1.) MT rendelet Nyers Rezső államminiszter feladatáról és hatásköréről
- 3/1989. (I. 13.) MT rendelet 	 egyes államigazgatási feladat- és hatáskörök átmeneti ellátásáról
- 4/1989. (I. 13.) MT rendelet 	 a helyiséggazdálkodásról szóló 19/1984. (IV. 15.) MT rendelet módosításáról
- 5/1989. (I. 13.) MT rendelet 	 a tudományos továbbképzés és a tudományos minősítés szabályainak módosításáról
- 6/1989. (I. 15.) MT rendelet 	 a Magyar Népköztársaság Kormánya és a Dán Királyság Kormánya között a beruházások elősegítéséről és kölcsönös védelméről szóló Megállapodás kihirdetéséről
- 7/1989. (I. 15.) MT rendelet 	 a Magyar Népköztársaság Kormánya és a Belga-Luxemburgi Gazdasági Unió között a beruházások kölcsönös elősegítéséről és védelméről szóló Megállapodás kihirdetéséről
- 8/1989. (I. 24.) MT rendelet 	 a lakbérekről, továbbá az albérleti és ágybérleti díjakról szóló 45/1982. (X. 7.) MT rendelet módosításáról
- 9/1989. (I. 28.) MT rendelet 	 az ünnepségek és rendezvények megtartásának rendjéről szóló 1002/1987. (I. 15.) MT határozat hatályon kívül helyezéséről
- 10/1989. (I. 28.) MT rendelet 	 a fogyasztói árkiegészítésről szóló 77/1987. (XII. 14.) MT rendelet módosításáról
- 11/1989. (II. 5.) MT rendelet 	 a gazdaságilag elmaradott és a központi struktúrapolitikai döntésekkel érintett térségekben működő vállalkozások nyereségadó kedvezményéről
- 12/1989. (II. 5.) MT rendelet 	 az Idegenforgalmi Alapról
- 13/1989. (II. 10.) MT rendelet 	 a Társadalombiztosítási Alap pénzügyi, elszámolási, számviteli rendjéről
- 14/1989. (II. 17.) MT rendelet 	 a Magyar Népköztársaság Kormánya és a Németországi Szövetségi Köztársaság Kormánya között Budapesten 1989. január 3. napján aláírt a Magyar Népköztársaságban székhellyel bíró vállalatok magyar munkavállalóinak vállalkozási szerződés alapján foglalkoztatási célból történő kiküldetéséről szóló megállapodás kihirdetéséről
- 15/1989. (II. 26.) MT rendelet 	 a munka törvénykönyve végrehajtásáról szóló 48/1979. (XII. 1.) MT rendelet módosításáról
- 16/1989. (II. 26.) MT rendelet 	 a társadalmi szervezetek gazdálkodó tevékenységéről
- 17/1989. (II. 26.) MT rendelet 	 a fehérjetakarmány import árkiegyenlítés rendszeréről
- 18/1989. (II. 26.) MT rendelet 	 az importból származó műtrágyák beszerzésének egyes kérdéseiről
- 19/1989. (III. 1.) MT rendelet 	 a Magyar Népköztársaság címere, valamint az állami felségjogra utaló egyes elnevezések és megjelölések használatának rendjéről szóló 7/1974. (III. 20.) MT rendelet módosításáról
- 20/1989. (III. 1.) MT rendelet 	 a jogi személyiséggel rendelkező, jogi képviseletet ellátó munkaközösségek gazdálkodási rendjéről
- 21/1989. (III. 7.) MT rendelet 	 a Magyar Népköztársaság Kormánya és a Görög Köztársaság Kormánya között az egészségügyi együttműködés tárgyában Budapesten, 1986. április 22-én aláírt Egyezmény kihirdetéséről
- 22/1989. (III. 12.) MT rendelet 	 a Minisztertanács Hivatala, illetve a Kereskedelmi Minisztérium feladatkörének módosításáról
- 23/1989. (III. 12.) MT rendelet 	 a belföldi hivatalos kiküldetést teljesítő dolgozó élelmezési költségtérítéséről
- 24/1989. (III. 14.) MT rendelet 	 a magánszemélyek jövedelemadójáról szóló 1987. évi VI. törvény végrehajtására kiadott 82/1988. (XII. 12.) MT rendelet módosításáról
- 25/1989. (III. 17.) MT rendelet 	 a gyorsan romló élelmiszerek nemzetközi szállításáról és az ilyen szállításhoz használt különleges szállítóeszközökről szóló, Genfben, 1970. szeptember 1. napján kelt Európai Megállapodás kihirdetéséről
- 26/1989. (III. 22.) MT rendelet 	 a Magyar Népköztársaság Kormánya és a Szíriai Arab Köztársaság Kormánya között a Magyar Népköztársaságban és a Szíriai Arab Köztársaságban kiállított iskolai bizonyítványok, egyetemi diplomák és a tudományos fokozatok kölcsönös elismeréséről szóló, Damaszkuszban, 1986. szeptember 17-én aláírt Megállapodás kihirdetéséről
- 27/1989. (III. 25.) MT rendelet 	 a munka törvénykönyve végrehajtásáról szóló 48/1979. (XII. 1.) MT rendelet módosításáról
- 28/1989. (IV. 7.) MT rendelet 	 a helyiséggazdálkodásról szóló 19/1984. (IV. 15.) MT rendeletet módosító 4/1989. (I. 13.) MT rendelet hatályon kívül helyezéséről
- 29/1989. (IV. 15.) MT rendelet 	 egyes helyi tömegközlekedési munkaköri pótlékokról
- 30/1989. (IV. 15.) MT rendelet 	 egyes vállalatok 1989. évi bérkedvezményéről
- 31/1989. (IV. 15.) MT rendelet 	 a szocialista munkaversenyről szóló 1054/1983. (XII. 20.) MT-SZOT-KISZ KB együttes határozat hatályon kívül helyezéséről
- 32/1989. (IV. 15.) MT rendelet 	 a Foglalkoztatási Alap létrehozásáról és a foglalkoztatáspolitikai célú korengedményes nyugdíjazásról szóló 52/1987. (X. 15.) MT rendelet módosításáról
- 33/1989. (IV. 24.) MT rendelet 	 a Magyar Népköztársaság Kormánya és a Finn Köztársaság Kormánya között a két ország területén ideiglenesen tartózkodó személyek orvosi ellátásáról Budapesten, 1988. június 6-án aláírt Egyezmény kihirdetéséről
- 34/1989. (IV. 24.) MT rendelet 	 a beruházásokra vonatkozó egyes rendelkezések hatályon kívül helyezéséről
- 35/1989. (IV. 30.) MT rendelet 	 a lakáscélú támogatásokról szóló 106/1988. (XII. 26.) MT rendelet módosításáról
- 36/1989. (IV. 30.) MT rendelet 	 az általános forgalmi adóról szóló 1987. évi V. törvény egyes rendelkezéseinek végrehajtására kiadott 81/1988. (XII. 12.) MT rendelet módosításáról
- 37/1989. (IV. 30.) MT rendelet 	 a közlekedési, hírközlési és építésügyi miniszter feladatáról és hatásköréről
- 38/1989. (IV. 30.) MT rendelet 	 a belügyminiszter feladatáról és hatásköréről szóló 20/1988. (IV. 8.) MT rendelet módosításáról
- 39/1989. (IV. 30.) MT rendelet 	 az Országos Tervhivatal elnökének feladatáról és hatásköréről szóló 1015/1985. (III. 20.) MT határozat módosításáról
- 40/1989. (IV. 30.) MT rendelet 	 a pénzügyminiszter feladatáról és hatásköréről szóló 1016/1985. (III. 20.) MT határozat módosításáról
- 41/1989. (V. 7.) MT rendelet 	 egyes minisztertanácsi rendeletek egyesülési joggal kapcsolatos rendelkezéseinek módosításáról
- 42/1989. (V. 7.) MT rendelet 	 a mezőgazdasági tevékenység egyes adózási és támogatási kérdéseiről szóló 39/1987. (X. 12.) MT rendelet módosításáról
- 43/1989. (V. 13.) MT rendelet 	 a központi államigazgatási szervek vezetőinek és ügyintézőinek képesítési rendszeréről szóló 58/1987. (XI. 15.) MT rendelet módosításáról
- 44/1989. (V. 26.) MT rendelet 	 a magánszemélyek jövedelemadójáról szóló 1987. évi VI. törvény egyes rendelkezéseinek végrehajtásáról rendelkező 82/1988. (XII. 12.) MT rendelet módosításáról
- 45/1989. (V. 26.) MT rendelet 	 az Idegenforgalmi Alapról szóló 12/1989. (II. 5.) MT rendelet módosításáról
- 46/1989. (V. 31.) MT rendelet 	 a Magyar Népköztársaság Kormánya és a Koreai Köztársaság Kormánya között a beruházások elősegítéséről és kölcsönös védelméről szóló Megállapodás kihirdetéséről
- 47/1989. (VI. 5.) MT rendelet 	 a Magyar Népköztársaság Kormánya és a Koreai Köztársaság Kormánya között 1989. február 1-jén, Szöulban aláírt, kulturális együttműködési Egyezmény kihirdetéséről
- 48/1989. (VI. 5.) MT rendelet 	 a lakossági ivóvíz- és csatornaszolgáltatás támogatásáról
- 49/1989. (VI. 5.) MT rendelet 	 a levegő tisztaságának védelméről szóló 21/1986. (VI. 2.) MT rendelet módosításáról
- 50/1989. (VI. 5.) MT rendelet 	 az általános forgalmi adóról szóló 1987. évi V. törvény egyes rendelkezéseinek végrehajtására kiadott 81/1988. (XII. 12.) MT rendelet módosításáról
- 51/1989. (VI. 5.) MT rendelet 	 a Bér- és Munkaügyi Tanács létesítéséről szóló 1028/1981. (IX. 28.) MT határozat hatályon kívül helyezéséről
- 52/1989. (VI. 5.) MT rendelet 	 egyes pénzintézetek anyagi érdekeltségi rendszerének egyes kérdéseiről
- 53/1989. (VI. 10.) MT rendelet 	 a vámokmányoknak a közvetlen közúti árufuvarozásban való alkalmazásáról Varsóban az 1983. évi november hó 17. napján kelt egyezmény kihirdetéséről szóló 51/1985. (XI. 12.) MT rendelet módosításáról
- 54/1989. (VI. 10.) MT rendelet 	 a fogyasztási adóról szóló 72/1987. (XII. 10.) MT rendelet módosításáról
- 55/1989. (VI. 10.) MT rendelet 	 a fogyasztói árkiegészítésről szóló 77/1987. (XII. 14.) MT rendelet módosításáról
- 56/1989. (VI. 15.) MT rendelet 	 a nyugellátások, egyes baleseti nyugellátások és nyugdíjszerű rendszeres szociális ellátások, valamint egyéb ellátások emeléséről
- 57/1989. (VI. 15.) MT rendelet 	 a különleges helyzetből, természeti, termelési, kereskedelmi körülményből származó jövedelmek befizetési rendjéről szóló 111/1988. (XII. 31.) MT rendelet módosításáról
- 58/1989. (VI. 15.) MT rendelet 	 a sajtóról szóló 1986. évi II. törvény végrehajtására kiadott 12/1986. (IV. 22.) MT rendelet módosításáról
- 59/1989. (VI. 19.) MT rendelet 	 az állami vállalatokról szóló 1977. évi VI. törvény végrehajtásáról rendelkező 33/1984. (X. 31.) MT rendelet módosításáról
- 60/1989. (VI. 27.) MT rendelet 	 a mezőgazdasági termelőszövetkezetekről szóló 1967. évi III. törvény végrehajtásáról rendelkező 7/1977. (III. 12.) MT rendelet módosításáról
- 61/1989. (VI. 27.) MT rendelet 	 az útalapról
- 62/1989. (VI. 27.) MT rendelet a munka törvénykönyve végrehajtásáról szóló 48/1979. (XII. 1.) MT rendelet módosításáról
- 63/1989. (V. 30.) MT rendelet 	 a munkavédelemről szóló 47/1979. (XI. 30.) MT rendelet módosításáról
- 64/1989. (VI. 30.) MT rendelet 	 a menekülteket befogadó állomásokról
- 65/1989. (VI. 30.) MT rendelet 	 egyes szervezeti intézkedések végrehajtásáról
- 66/1989. (VI. 30.) MT rendelet 	 a művelődési miniszter feladatköréről szóló 1028/1980. (VII. 23.) MT határozat kiegészítéséről
- 67/1989. (VI. 30.) MT rendelet 	 az Országos Sporthivatalról
- 68/1989. (VII. 1.) MT rendelet 	 az államhatárokon jogellenesen átszállított kulturális javak visszatartásának és visszaadásának kérdéseivel kapcsolatos együttműködésről és kölcsönös segítségnyújtásról szóló, Plovdivban az 1986. évi április hó 22. napján kelt Egyezmény kihirdetéséről
- 69/1989. (VII. 1.) MT rendelet 	 az egyetemek kari tagozódásáról, valamint az egyetemi továbbképző intézetekről szóló 37/1986. (VIII. 31.) MT rendelet módosításáról
- 70/1989. (VII. 1.) MT rendelet 	 a külkereskedelmi áruforgalommal és a különleges természeti tényezőkkel kapcsolatos árkülönbözetek befizetésének és igénylésének rendjéről szóló 109/1988. (XII. 27.) MT rendelet módosításáról
- 71/1989. (VII. 4.) MT rendelet 	 a magyarországi hivatalos földrajzi nevekről
- 72/1989. (VII. 4.) MT rendelet 	 a rendőrhatósági őrizetben fogva tartott személyek munkaviszonyának és társadalombiztosítási helyzetének rendezéséről
- 73/1989. (VII. 7.) MT rendelet 	 a földről szóló 1987. évi I. törvény végrehajtásáról rendelkező 26/1987. (VII. 30.) MT rendelet módosításáról
- 74/1989. (VII. 7.) MT rendelet 	 a honvédelemről szóló 1976. évi I. törvény végrehajtására kiadott 6/1976. (III. 31.) MT rendelet módosításáról
- 75/1989. (VII. 7.) MT rendelet 	 a polgári szolgálatról
- 76/1989. (VII. 10.) MT rendelet 	 a Magyar Népköztársaság Kormánya és a Venezuelai Köztársaság Kormánya közötti kulturális egyezmény kihirdetéséről
- 77/1989. (VII. 10.) MT rendelet 	 a szolgálati találmányért járó díjazásról és a találmányokkal kapcsolatos egyéb intézkedésekről
- 78/1989. (VII. 10.) MT rendelet 	 az újításokról
- 79/1989. (VII. 10.) MT rendelet 	 a nemzeti ellenállási mozgalomban és németellenes szabadságharcban szerzett érdemekért adományozott miniszterelnöki elismerések hatályának visszaállításáról
- 80/1989. (VII. 13.) MT rendelet Kádár János temetésével összefüggő feladatokról
- 81/1989. (VII. 20.) MT rendelet 	 a felsőoktatási intézmények nappali tagozatán végzett pályakezdő szakemberek pályázati rendszerével összefüggő jogszabályok hatályon kívül helyezéséről
- 82/1989. (VII. 20.) MT rendelet 	 a diplomáciai és konzuli képviselet, valamint a diplomáciai és konzuli képviselet tagja részére adható általános forgalmi adó visszatérítésről szóló 44/1988. (V. 31.) MT rendelet módosításáról
- 83/1989. (VII. 25.) MT rendelet 	 az általános forgalmi adóról szóló 1987. évi V. törvény egyes rendelkezéseinek végrehajtására kiadott 81/1988. (XII. 12.) MT rendelet módosításáról
- 84/1989. (VII. 25.) MT rendelet 	 fehérjetakarmány import árkiegyenlítés rendszeréről szóló 17/1989. (II. 26.) MT rendelet módosításáról
- 85/1989. (VII. 25.) MT rendelet 	 a személygépkocsik megrendeléses vásárlásáról szóló 95/1988. (XII. 22.) MT rendelet módosításáról
- 86/1989. (VII. 25.) MT rendelet államminiszteri feladatkör megszüntetéséről
- 87/1989. (VII. 31.) MT rendelet 	 a nyugati és déli határsáv megszüntetéséről
- 88/1989. (VII. 31.) MT rendelet 	 a gyermekgondozási segélyről szóló 10/1982. (IV. 16.) MT rendelet módosításáról
- 89/1989. (VIII. 5.) MT rendelet 	 a Magyar Népköztársaság és a Svájci Államszövetség között a beruházások kölcsönös elősegítéséről és védelméről szóló megállapodás kihirdetéséről
- 90/1989. (VIII. 10.) MT rendelet 	 a különleges helyzetből, természeti, termelési, kereskedelmi körülményből származó jövedelmek befizetésének rendjéről szóló 111/1988. (XII. 31.) MT rendelet módosításáról
- 91/1989. (VIII. 17.) MT rendelet 	 a Magyar Népköztársaság Kormánya és a Finn Köztársaság Kormánya között a beruházások védelméről szóló Megállapodás kihirdetéséről
- 92/1989. (VIII. 17.) MT rendelet 	 a fegyveres erők és fegyveres testületek hivatásos állományú tagjainak nyugdíjáról szóló 22/1971. (VI. 1.) Korm. rendelet módosításáról
- 93/1989. (VIII. 22.) MT rendelet 	 a Magyar Népköztársaság Kormánya és a Nemzetközi Atomenergia Ügynökség között kötött, a Nemzetközi Atomenergia Ügynökség által Magyarországnak nyújtott műszaki segítségről szóló, 1989. június 12-én aláírt Felülvizsgált Kiegészítő Megállapodás kihirdetéséről
- 94/1989. (VIII. 24.) MT rendelet 	 a mezőgazdasági és élelmezésügyi miniszter irányítása alá tartozó felsőoktatás szervezeti változásáról és egyes karok névváltozásáról
- 95/1989. (VIII. 30.) MT rendelet 	 a polgári repülésről szóló 1981. évi 8. törvényerejű rendelet végrehajtására kiadott 17/1981. (VI. 9.) MT rendelet módosításáról
- 96/1989. (VIII. 31.) MT rendelet 	 a megyék nevének, székhelyének és területének megállapításáról szóló 4343/1949. (XII. 14.) MT rendelet módosításáról
- 97/1989. (IX. 7.) MT rendelet 	 a külkereskedelmi áruforgalommal és a különleges természeti tényezőkkel kapcsolatos árkülönbözetek befizetésének és igénylésének rendjéről szóló 109/1988. (XII. 27.) MT rendelet módosításáról
- 98/1989. (IX. 18.) MT rendelet 	 a fogyasztási adóról szóló 72/1987. (XII. 10.) MT rendelet módosításáról
- 99/1989. (IX. 18.) MT rendelet 	 a belföldiek devizaszámlájáról
- 100/1989. (IX. 24.) MT rendelet 	 a tölgyerdők tömeges elhalásából származó károk csökkentésének támogatásáról
- 101/1989. (IX. 28.) MT rendelet 	 a menekültként való elismerésről
- 102/1989. (IX. 28.) MT rendelet 	 a felszámoló kijelöléséről
- 103/1989. (X. 4.) MT rendelet 	 a Magyar Népköztársaság címere, valamint az állami felségjogra utaló egyes elnevezések és megjelölések használatának rendjéről szóló 7/1974. (III. 20.) MT rendelet módosításáról
- 104/1989. (X. 4.) MT rendelet 	 egyes, személyes szabadságot korlátozó intézkedések hatálya alatt állt személyek helyzetének rendezéséről
- 105/1989. (X. 25.) MT rendelet 	 a magyar állampolgár külföldön történő munkavállalásáról szóló jogszabályok hatályon kívül helyezéséről
- 106/1989. (X. 29.) MT rendelet 	 a banktevékenység folytatásának bankfelügyeleti feltételeiről és az Állami Bankfelügyeletről
- 107/1989. (X. 29.) MT rendelet 	 Markovics Ferenc kormánybiztosi kinevezéséről
- 108/1989. (XI. 1.) MT rendelet 	 az 1956-os népfelkeléssel összefüggésben elítéltek és a közbiztonsági őrizet alá helyezettek munkaviszonyának és társadalombiztosítási helyzetének rendezéséről, valamint a korábbi nyugdíjcsökkentés megszüntetéséről
- 109/1989. (XI. 3.) MT rendelet 	 a külföldre utazás pénzügyi feltételéről szóló 79/1987. (XII. 23.) MT rendelet hatályának részleges felfüggesztéséről
- 110/1989. (XI. 3.) MT rendelet 	 az egyszeri nyugdíjkiegészítésről és egyes ellátások egyszeri kiegészítéséről
- 111/1989. (XI. 9.) MT rendelet 	 a gazdálkodó szervezetek egymás közötti viszonyában a késedelmi kamat mértékéről
- 112/1989. (XI. 15.) MT rendelet 	 a központi egészségügyi ellátás biztosításáról
- 113/1989. (XI. 15.) MT rendelet 	 az egészségügyi és szociális vállalkozásról
- 114/1989. (XI. 19.) MT rendelet 	 a belügyminiszter feladatáról és hatásköréről szóló 20/1988. (IV. 8.) MT rendelet módosításáról
- 115/1989. (XI. 19.) MT rendelet 	 a belföldiek utazási valutaellátásáról
- 116/1989. (XI. 22.) MT rendelet 	 a Magyar Televízió és a Magyar Rádió felügyeletéről
- 117/1989. (XI. 22.) MT rendelet 	 a művelődési miniszter feladatköréről szóló 1028/1980. (VII. 23.) MT határozat módosításáról
- 118/1989. (XI. 22.) MT rendelet 	 a közgyűjteményekben folytatható kutatások egyes kérdéseiről
- 119/1989. (XI. 26.) MT rendelet 	 az állami vezetők munkaviszonyával összefüggő kérdésekről szóló 1077/1987. (XII. 31.) MT határozat módosításáról és kiegészítéséről
- 120/1989. (XI. 26.) MT rendelet 	 az anyagi érdekeltségi rendszer egyes kérdéseiről szóló 84/1988. (XII. 15.) MT rendelet módosításáról
- 121/1989. (XII. 1.) MT rendelet 	 a fogyasztói árkiegészítésről szóló 77/1987. (XII. 14.) MT rendelet módosításáról
- 122/1989. (XII. 5.) MT rendelet 	 az egyes veszélyes árukat szállító közúti járművek útvonalának kijelöléséről
- 123/1989. (XII. 5.) MT rendelet 	 a lakossági adóigazgatási eljárás általános szabályairól szóló többször módosított 58/1981. (XI. 19.) MT rendelet módosításáról
- 124/1989. (XII. 5.) MT rendelet 	 a honvédelemről szóló 1976. évi I. törvény végrehajtására kiadott 6/1976. (III. 31.) MT rendelet módosításáról
- 125/1989. (XII. 9.) MT rendelet 	 az államigazgatási és igazságszolgáltatási dolgozók munkaviszonyának egyes kérdéseiről szóló 38/1973. (XII. 27.) MT rendelet módosításáról
- 126/1989. (XII. 9.) MT rendelet 	 a népi ellenőrzés megszüntetése kapcsán felmerülő jogszabályrendezésről, illetőleg a folyamatban levő peres és közérdekű bejelentések le nem zárható ügyeinek intézési rendjéről
- 127/1989. (XII. 19.) MT rendelet 	 a postai és távközlési hatósági szervezet létesítéséről
- 128/1989. (XII. 19.) MT rendelet 	 a Frekvenciagazdálkodási Intézetről
- 129/1989. (XII. 20.) MT rendelet 	 az adóigazgatási eljárásról
- 130/1989. (XII. 22.) MT rendelet 	 a fővárosi ingatlanszerzésről szóló 50/1982. (X. 7.) MT rendelet hatályon kívül helyezéséről
- 131/1989. (XII. 22.) MT rendelet 	 az országos múzeumok felsorolásáról szóló 1032/1981. (X. 30.) MT határozat módosításáról
- 132/1989. (XII. 22.) MT rendelet 	 a közműfejlesztések támogatásáról
- 133/1989. (XII. 22.) MT rendelet 	 a belföldi állami futárszolgálatról
- 134/1989. (XII. 22.) MT rendelet 	 a diplomáciai és konzuli képviselet, valamint a diplomácia és konzuli képviselet tagja részére adható általános forgalmi adó-visszatérítésről
- 135/1989. (XII. 22.) MT rendelet 	 az Országos Nukleárisbaleset-elhárítási Rendszer létrehozásáról
- 136/1989. (XII. 22.) MT rendelet 	 a Magyar Szabadalmi Hivatal feladatairól és hatásköréről
- 137/1989. (XII. 22.) MT rendelet 	 az árszabályozásról szóló 38/1984. (XI. 5.) MT rendelet módosításáról
- 138/1989. (XII. 22.) MT rendelet 	 az Országos Árhivatal elnökének feladatáról és hatásköréről szóló 23/1988. (IV. 8.) MT rendelet módosításáról
- 139/1989. (XII. 22.) MT rendelet 	 a mezőgazdasági és élelmezésügyi miniszter feladatáról és hatásköréről szóló 1014/1985. (III. 20.) MT határozat módosításáról
- 140/1989. (XII. 22.) MT rendelet 	 a külföldi utas részére adható általános forgalmiadó-visszatérítésről
- 141/1989. (XII. 22.) MT rendelet 	 a vámszabadterületi társaság, valamint a külföldön bejegyzett vállalkozó részére adható általános forgalmiadó-visszatérítésről
- 142/1989. (XII. 22.) MT rendelet 	 egyes munkaügyi szabályok módosításáról
- 143/1989. (XII. 22.) MT rendelet 	 a Foglalkoztatási Alapról és annak a kritikus körzetekben való felhasználásáról
- 144/1989. (XII. 27.) MT rendelet 	 a Munkásőrség megszüntetésével kapcsolatos, le nem zárt ügyek intézéséről
- 145/1989. (XII. 27.) MT rendelet 	 a külföldiek ingatlanszerzéséről
- 146/1989. (XII. 27.) MT rendelet 	 a nyugellátások, a nyugdíjszerű rendszeres szociális ellátások, valamint egyéb ellátások emeléséről
- 147/1989. (XII. 27.) MT rendelet 	 a társadalombiztosításról szóló 1975. évi II. törvény végrehajtása tárgyában kiadott 17/1975. (VI. 14.) MT rendelet módosításáról
- 148/1989. (XII. 28.) MT rendelet 	 a külkereskedelmi áruforgalommal és a különleges természeti tényezőkkel kapcsolatos árkülönbözetek befizetésének és igénylésének rendjéről szóló 109/1988. (XII. 27.) MT rendelet módosításáról
- 149/1989. (XII. 28.) MT rendelet 	 a különleges helyzetből, természeti, termelési, kereskedelmi körülményből származó jövedelmek befizetésének rendjéről szóló 111/1988. (XII. 31.) MT rendelet módosításáról
- 150/1989. (XII. 28.) MT rendelet 	 a mezőgazdasági tevékenység egyes adózási és támogatási kérdéseiről szóló 39/1987. (X. 12.) MT rendelet módosításáról
- 151/1989. (XII. 28.) MT rendelet 	 a fogyasztási adó és a fogyasztói árkiegészítés kulcsairól, tételeiről
- 152/1989. (XII. 28.) MT rendelet 	 a pénzügyminiszter feladatáról és hatásköréről szóló 1016/1985. (III. 20.) MT határozat módosításáról
- 153/1989. (XII. 28.) MT rendelet 	 az állami pénzügyekről szóló 1979. évi II. törvény végrehajtásáról rendelkező 23/1979. (VI. 28.) MT rendelet módosításáról
- 154/1989. (XII. 29.) MT rendelet 	 a rendőrségről szóló 39/1974. (XI. 1.) MT rendelet módosításáról
- 155/1989. (XII. 30.) MT rendelet 	 a Magyar Népköztársaság Kormánya és a Belga Királyság Kormánya között az egészségügy és az orvostudomány területén való együttműködésről Brüsszelben, 1987. november 17-én aláírt Egyezmény kihirdetéséről
- 156/1989. (XII. 30.) MT rendelet 	 a pénzforgalomról és a bankhitelről szóló 39/1984. (XI. 5.) MT rendelet módosításáról
- 157/1989. (XII. 30.) MT rendelet 	 a tartósan külföldön foglalkoztatott dolgozók egyes járandóságairól

### Országgyűlési határozatok
- 1/1989. OGY az országgyűlés házszabályáról (jan. 24.)
- 8/1989. OGY az országgyűlés házszabályáról (jún. 8.)
- 9/1989. OGY a bős–nagymarosi vízlépcsőrendszer Nagymarosnál folyó munkálatai felfüggesztéséről (jún. 2., ill. 13.)

### Miniszteri rendeletek

#### Január
- 1/1989. (I. 1.) PM rendelet egyes pénzintézetek jövedelemszabályozásáról
- 4/1989. (I. 15.) PM—MÉM együttes rendelet egyes PM—MÉM együttes rendeletek hatályon kívül helyezéséről

#### Február
- 1/1988. (II. 2.) ÁBMH rek. a munkahelyteremtő beruházások Foglalkoztatási Alapból történő támogatásáról és a Foglalkoztatási Alap pénzügyi elszámolásáról
- 3/1989. (II. 26.) MM rendelet a felnőttek szakmunkásképzéséről, egészségügyi szakiskolai, valamint gépíró és gyorsíró szakiskolai oktatásnak megfelelő képzéséről, továbbá egyes munkaköri szakképzésekről
- 8/1989. (II. 26.) PM—OT együttes rendelet az állami kölcsönről szóló 52/1975. (XI. 22.) PM—OT együttes rendelet hatályon kívül helyezéséről

#### Március
- 3/1989. (III. 12.) MÉM-SZEM együttes rendelet az élelmiszerek előállításának és forgalomba hozatalának élelmiszer-higiéniai feltételeiről
- 9/1989. (III. 12.) PM rendelet a tervszerű devizagazdálkodásról szóló 1974. évi 1. törvényerejű rendelet végrehajtásáról rendelkező 1/1974. (I. 17.) PM rendelet módosításáról
- 11/1989. (III. 12.) PM rendelet a magyar-szovjet közös államhatáron új határátkelőhely megnyitásáról és vámúttá nyilvánításáról
- 12/1989. (III. 12.) PM rendelet a szövetkezetek egyes részlegeinek átalányelszámolásos rendszerben való üzemeltetéséről

#### Május
- 6/1989. (V. 13.) KVM rendelet a víz- és környezeti károk elleni védekezésnél foglalkoztatottak járandóságáról
- 7/1989. (V. 18.) MÉM rendelet A földmérési és térképészeti iratokról

#### Június
- 23/1989. (VI. 8.) PM rendelet egyes pénzügyminiszteri rendeletek hatályon kívül helyezéséről

#### Július
- 30/1989. (VII. 1.) PM rendelet  A gazdálkodó szervezetek és a gazdasági társaságok átalakulásáról szóló törvényhez kapcsolódó vagyonmérleg készítéséről
- 32/1989. (VII. 25.) PM rendelet a honvédelmi hozzájárulásról szóló 76/1987. (XII. 24.) PM rendelet hatályon kívül helyezéséről

#### December
- 13/1989. (XII. 16.) IM rendelet a cégbejegyzésről és a cégjegyzékről
- 43/1989. (XII. 25.) PM rendelet egyes pénzügyminiszteri rendeletek hatályon kívül helyezéséről és ezzel összefüggő átmeneti rendelkezésekről

### Kormányhatározatok
- 1022/1990. (II. 14.) MT határozat a Magyar Honvédelmi Szövetségről szóló 1024/1967. (VIII. 8.) Korm. határozat hatályon kívül helyezéséről és az ezzel kapcsolatos további feladatokról
- 1092/1989. (VI. 30.) MT  határozat az Országos Vallásügyi Tanács létrehozásáról